# Камп Три (Монтана)
Камп Три (енгл. Camp Three) насељено је место без административног статуса у америчкој савезној држави Монтана.

## Демографија
По попису из 2010. године број становника је 173, што је 35 (25,4%) становника више него 2000. године.
| Група             | 2000.       | 2010.       |
| Белци             | 131 (94,9%) | 162 (93,6%) |
| Афроамериканци    | 0 (0,0%)    | 0 (0,0%)    |
| Азијати           | 2 (1,4%)    | 0 (0,0%)    |
| Хиспаноамериканци | 1 (0,7%)    | 0 (0,0%)    |
| Укупно            | 138         | 173         |